# 维济尔内市镇
维济尔内市镇（俄语：Визирнинское муниципальное образование）是俄罗斯联邦伊尔库茨克州基廉斯克区所属的一个市镇。其下辖有1个居民点，行政中心为维济尔内。据2016年统计，该市镇的人口为59人。